# Ranking Joe
Ranking Joe, nome artístico de Joseph Jackson (Kingston, Jamaica, 1 de Junho de 1959) é um deejay de reggae.

## No Brasil
Ranking Joe apresentou-se no Brasil pela primeira vez em 2006, no dia 14 de novembro no Teatro Odisséia no Rio de Janeiro e em 19 de novembro no Vegas Club em São Paulo. Dia 5 de Dezembro de 2009 ele se apresenta na Moove Local Events em  Balneario Camboriu - SC 